# Van der Pekbrug
De Van der Pekbrug (brug 995) is een vaste brug in Amsterdam-Noord.
De brede brug met een oppervlak van 900 m² overspant het Buiksloterkanaal met haar Ranonkelkade. Ze verzorgt daarmee de verbinding tussen de Van der Pekstraat in de Van der Pekbuurt met de deels nieuwe stadswijk Overhoeksbuurt met haar Docklandsweg.
In verband met de ontwikkeling van de omgeving van de A'DAM Toren en EYE Filmmuseum tot woon-/winkelwijk vond de gemeente Amsterdam het noodzakelijk een aantal (extra) verbindingen te maken met die dan nog aanstaande wijk. Korth Tielens Architecten werd gevraagd een brug te leveren met een modern karakter, maar die toch teruggreep op de oude industrie en woonwijken. Het architectenbureau kwam met een vaste brug, die geschikt is voor alle verkeer. Het noordelijk deel van de brug heeft een voetpad westwaarts en een rijbaan voor tweerichtingsverkeer. Dan volgt een doorkijk naar het onderliggende water. Het zuidelijk, tweede, deel van de brug kent alleen een voet- en fietspad. De brug heeft daarbij naar het westen toe een licht klimmend karakter (4,5%). De betonnen overspanning bestaat uit prefab liggers, die liggen op casing-draaipalen, maar wat voor het oog het midden houdt tussen pijlers en jukken van hetzelfde materiaal. De bovenbouw bestaat eveneens uit beton, maar dat is omhuld door wat lijkt op baksteen, maar in wezen voormalige stukgehakte basaltstenen in allerlei grijstinten zijn van een Zeeuwse kustlijn. Vanaf mei 2016 reed Buslijn 38 over de brug.
De brug werd opgeleverd in april van 2016 en had toen al haar naam. De brug werd vernoemd naar Jan Ernst van der Pek, naamgever dus van straat, wijk en brug. 

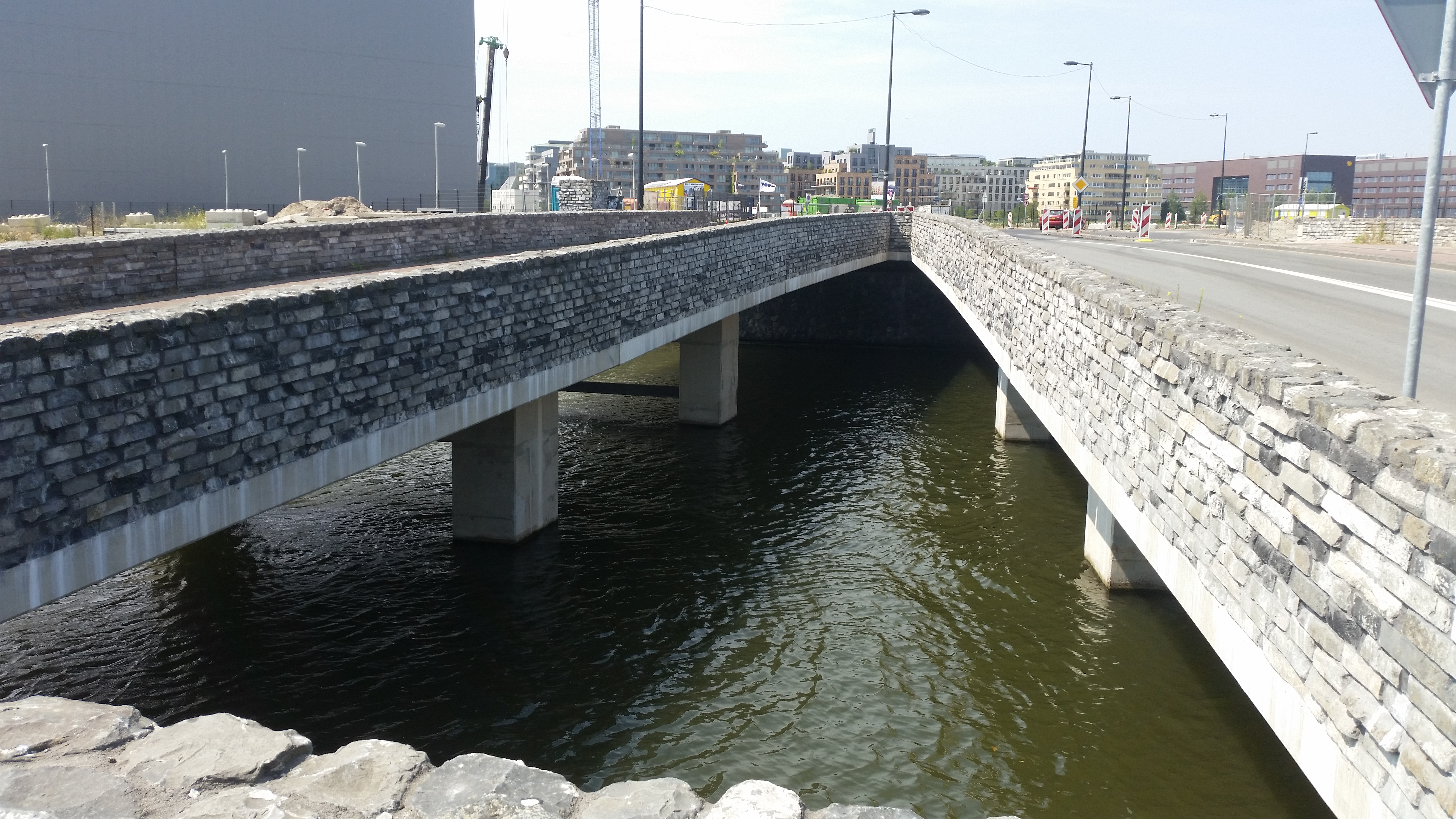
Brug met zichtbaar water (2018)

<<< · 900 · 901 · 904 · 905 · 906 · 907 · 908 · 909 · 912 · 913 · 914 · 915 · 916 · 917 · 918 · 919 · 920 · 923 · 924 · 930 · 932 · 933 · 934 · 935 · 936 · 937 · 939 · 943 · 944 · 945 · 946 · 947 · 948 · 949 · 950 · 951 · 952 · 953 · 954 · 956 · 957 · 958 · 959 · 960 · 961 · 962 · 963 · 964 · 965 · 966 · 967 · 968 · 970 · 971 · 972 · 973 · 974 · 975 · 978 · 979 ·  980 · 981 · 984 · 985 · 986 · 987 · 988 · 989 · 990 · 991 · 992 · 993 · 994 · 995 · 996 · 997 · 998 · 999 · >>>
Brugnummers  902, 903, 910, 911, 920, 921, 922, 925, 926, 927, 928, 929, 931, 937, 938, 940, 941, 942, 955, 969, 976, 977, 982, 983 zijn niet (meer) vergeven.